# Старая усадьба (Гошице)
Старая усадьба (пол. Stary Dwór) — усадьба, которая находится в населённом пункте Гошице гмины Коцмыжув-Любожице Краковского повята Малопольского воеводства, Польша. Старейшая деревянная усадьба в Польше, сохранившаяся до нашего времени. Усадьба внесено в реестр охраняемых памятников Малопольского воеводства.
Усадьба была построена в 1673 году, о чём свидетельствует письменный документ инвентаризации, написанный в 1693 году. Считается, что первым хозяином усадьбы был шляхтич, участвующий в турецкой войне. В начале XIX веке усадьба принадлежала профессору Ягеллонского университета Войцеху Ежи Бодушинскому. В 1830 году усадьба перешла в собственность шляхетского рода Завишей. До 1945 года усадьба принадлежала польской писательнице Зофии Керновой. После Второй мировой войны усадьба перешла в государственную собственность и использовалась краковской Горно-металлургической академией.
24 декабря 1955 года усадьба была внесена в реестр охраняемых памятников Малопольского воеводства (№ А-350).
В 60-е годов XX столетия усадьба была передана селекционной станции. С 1983 года усадьба находится в частном владении и не доступна для посещения.